# Cuba durante a Primeira Guerra Mundial

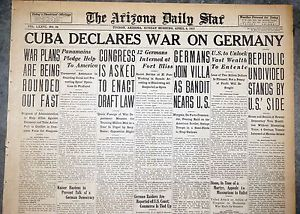
"Cuba declara guerra à Alemanha", capa do jornal The Arizona Daily Star de sexta-feira, 7 de abril de 1917.

As atuação de Cuba durante a Primeira Guerra Mundial refere-se a todas as ações que o país realizou durante a Primeira Guerra Mundial no continente europeu. Quando a guerra começou em julho de 1914, Cuba havia se declarado neutra e manteria essa posição durante grande parte da Primeira Guerra Mundial até que a guerra submarina alemã fosse retomada em 1º de fevereiro de 1917. Em 7 de abril, um dia após os Estados Unidos entrarem na guerra, Cuba declarou guerra ao Império Alemão e começou a apoiar o esforço de guerra dos Aliados. Cuba também declarou guerra ao Império Austro-Húngaro naquele mesmo ano, em 16 de dezembro.
Um projeto de lei foi aprovado e 25.000 soldados estavam prontos para serem enviados à França quando o armistício ocorreu. Uma unidade hospitalar de 100 médicos e enfermeiros cubanos foi equipada e enviada para a Frente Ocidental.

## Antecedentes

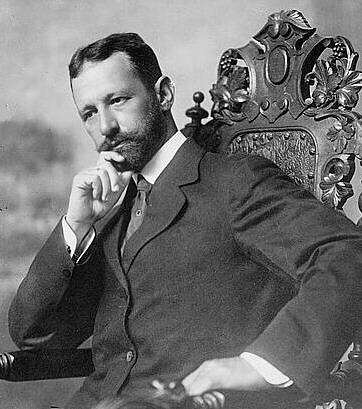
Quando eclodiu a Primeira Guerra Mundial, em julho de 1914, Cuba se encontrava nesse momento governada pelo matanceiro Mario García Menocal (1866-1941), que esteve no cargo de presidente de Cuba desde 1913 até 1921.

Mario García Menocal (17 de dezembro de 1866 - 7 de setembro de 1941) desempenhou-se como presidente de Cuba desde 1913 até 1921. Apoiado pelos EUA e num auge econômico, manteve seu cargo quando estourou a Primeira Guerra Mundial. O presidente Woodrow Wilson e os Estados Unidos entraram em guerra em 6 de abril de 1917. Com fortes laços com seus vizinhos e pressionados pelos relatórios do New York Times sobre o reabastecimiento de submarinos alemães em Cuba, mais tarde fizeram o mesmo e declararam guerra em 7 de abril.

### Revolta contra a reeleição presidencial
Em fevereiro de 1917, os liberais cubanos que eram contra a reeleição presidencial de García Menocal decidiram se revoltar para impedi-lo de permanecer no poder. No entanto, o governo cubano os acusou de serem pró-alemães e, usando essa desculpa, prendeu 5.000 manifestantes.

### Reconhecimento do governo mexicano
Em meio à crise diplomática causada pelo desaparecimento da bagagem diplomática do embaixador mexicano Isidro Fabela, o governo cubano reconheceu oficialmente o governo constitucionalista de Venustiano Carranza. Federico Jiménez O'Farril apresentou uma carta manuscrita do líder cubano ao líder mexicano na qual expressou seu reconhecimento. Apesar deste ato diplomático, as relações entre os dois países esfriaram devido ao tratamento dado aos viajantes mexicanos em Havana.

## Eclosão da Guerra

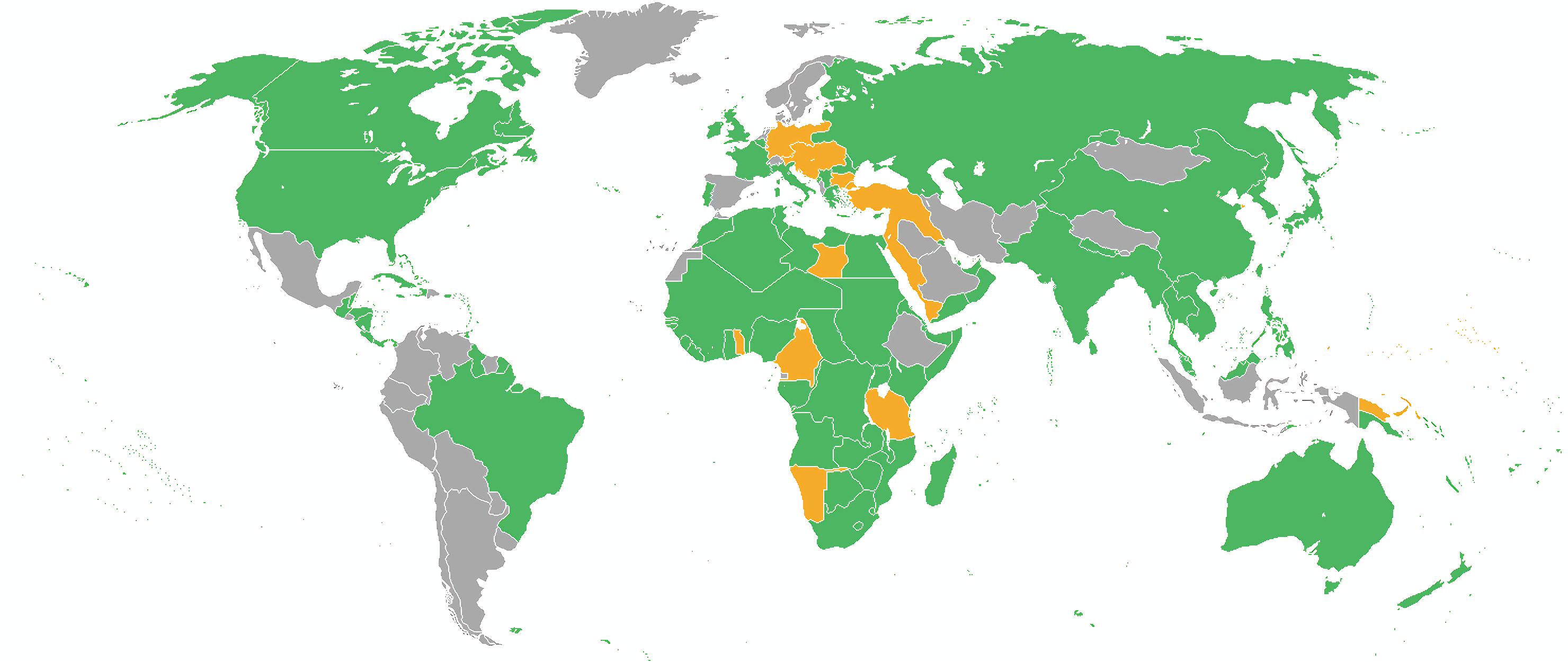
Mapa dos participantes na Primeira Guerra Mundial. Aqueles que lutaram junto aos Aliados estão em verde, as Potências Centrais em laranja, e os países neutros em cinza.

Devido à guerra submarina total declarada pelo Império Alemão e ao contínuo afundamento de navios de diferentes nacionalidades neutras nas costas americanas, Brasil e Cuba enviaram protestos furiosos aos alemães. O presidente Menocal, encorajado pela entrada dos Estados Unidos na guerra, pediu ao Congresso cubano que também declarasse guerra, afirmando entusiasticamente que Cuba não poderia permanecer neutra. O Senado cubano aprovou por unanimidade uma resolução declarando estado de guerra contra a Alemanha, e o Congresso cubano aprovou a declaração de guerra em 7 de abril de 1917.
Assim, Cuba foi um dos poucos países latino-americanos, juntamente com Panamá, Bolívia e Uruguai, a se juntar aos Aliados da Primeira Guerra Mundial. A maioria dos países da região, incluindo o México, manteve sua posição neutra.

### Guerra contra a Áustria-Hungria
Os Estados Unidos declararam guerra à Áustria-Hungria em 7 de dezembro de 1917. O Panamá fez o mesmo em 10 de dezembro de 1917, e Cuba faria o mesmo em 16 de dezembro. Desde a Primeira Guerra Mundial, Cuba recebeu algum reconhecimento por seus esforços na forma de doações dos Estados Unidos, mas, em geral, perdeu dinheiro.

## Esforço de guerra de Cuba
Após a declaração de guerra, todos os navios alemães no porto de Havana foram apreendidos e os portos cubanos foram abertos aos navios de guerra aliados. Estava sendo elaborado um projeto de lei para autorizar a oferta de um contingente de 12.000 homens aos Estados Unidos.
A política interna foi fortalecida pela declaração, já que os liberais, que concordavam com a medida, decidiram parar de criticar o governo. Em julho de 1917, o governo Menocal suspendeu as garantias constitucionais, alegando que a medida era direcionada contra espiões alemães.

O governo cubano também concordou com o posicionamento de fuzileiros navais dos Estados Unidos na ilha. Entretanto, os americanos, temendo que isso pudesse prejudicar a posição nacional e internacional do governo Menocal, anunciaram que o objetivo da intervenção era apoiar a colheita de açúcar como principal contribuição de guerra de Cuba, ficando assim conhecida como Intervenção do Açúcar. A Cruz Vermelha Cubana também se reorganizou, estabeleceu operações na Europa e apoiou as forças aliadas na Frente Ocidental.

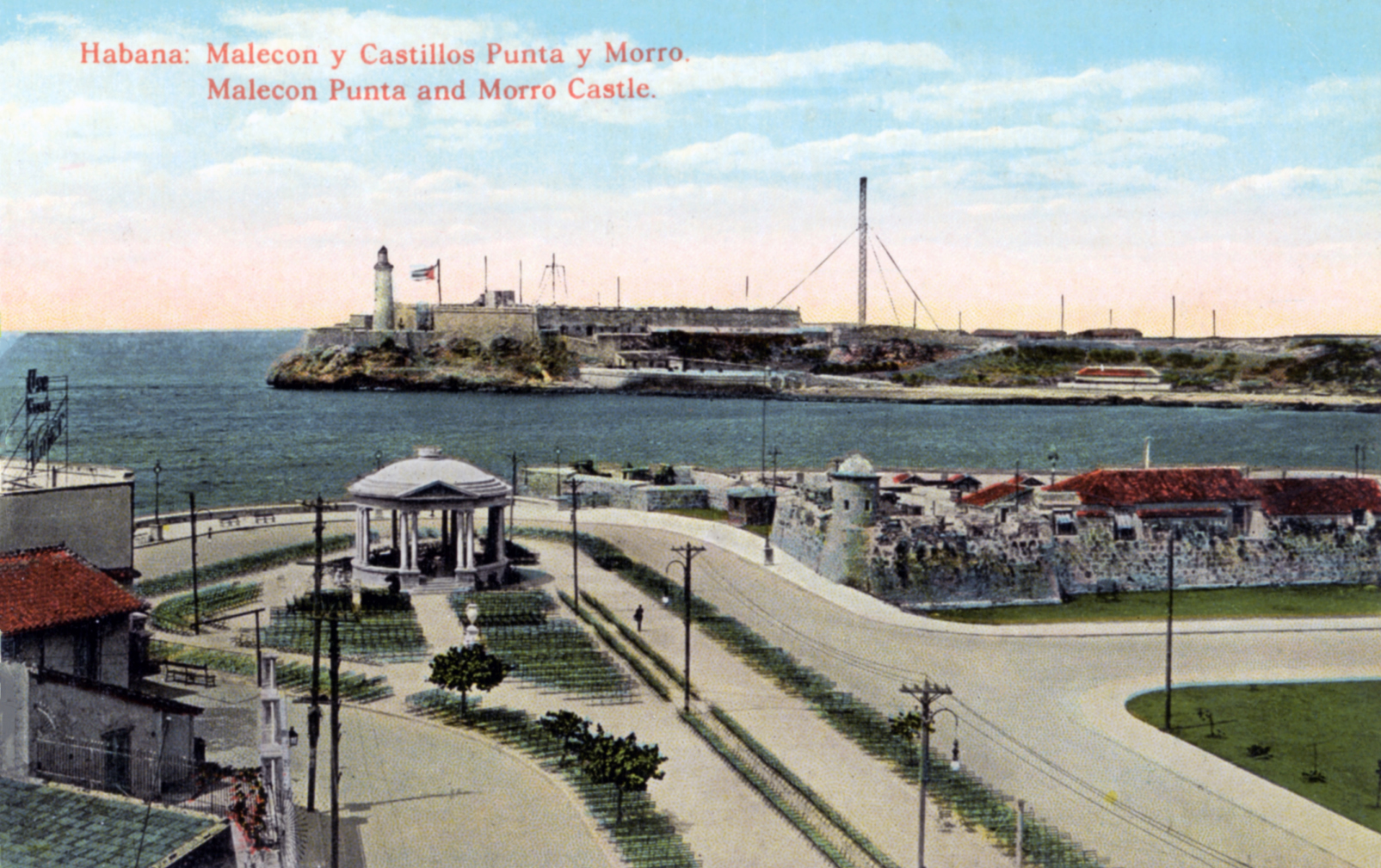
Imagem colorida de Havana no ano 1914.
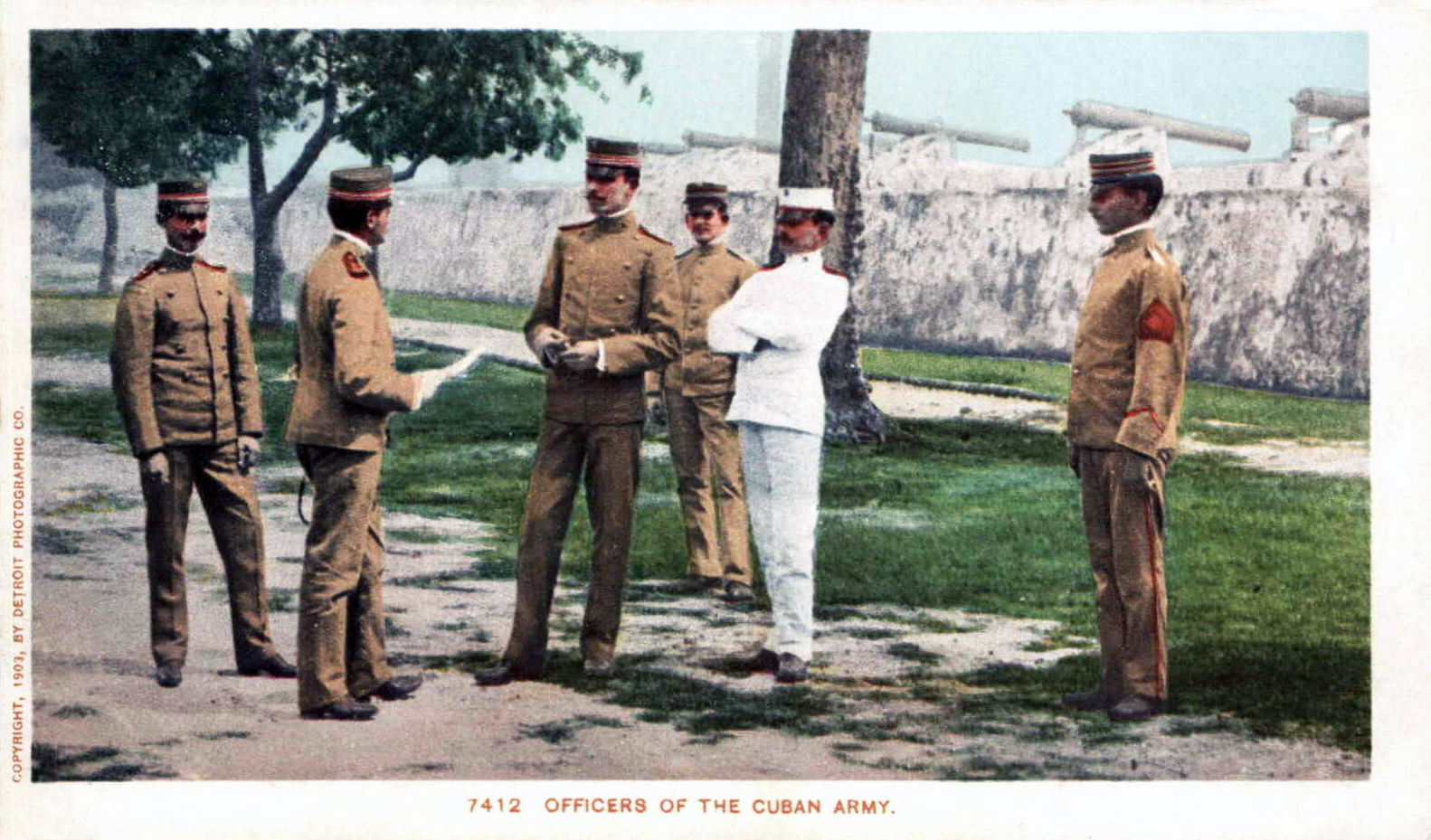
Oficiais do Exército cubano em 1903.
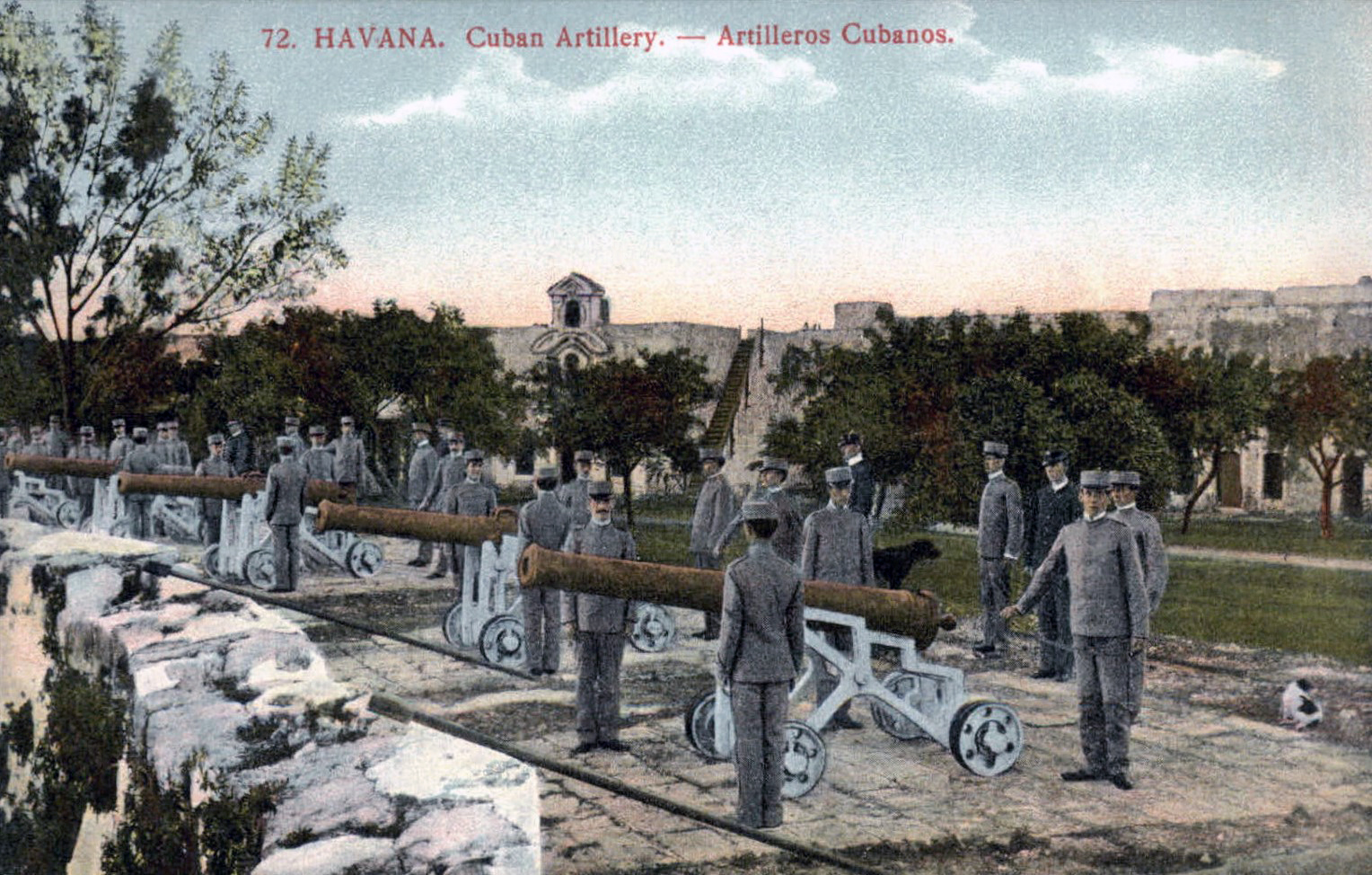
Artilheiros cubanos em 1908.